# Evelio Boal
Evelio Boal López (Valladolid, 11 de mayo de 1884 - Barcelona, 18 de julio de 1921) fue un diseñador gráfico, sindicalista y anarquista español. Fue uno de los organizadores del Congreso de Sants de la Confederación Nacional de Trabajadores, formando parte de la comisión que redactó la memoria.

## Biografía

### Primeros años
Evelio Boal nació en Valladolid el 11 de mayo de 1884. Muy joven se fue a vivir a Barcelona. Allí se afilió a la Confederación Nacional del Trabajo (CNT) y colaboró en el semanario Tierra y Libertad con el pseudónimo Chispazos. Fue también actor aficionado, con lo que dirigió el Grupo Artístico Teatral del Centro Obrero. En agosto de 1918 fue elegido miembro del Comité de la CNT y en febrero de 1919 sustituyó provisionalmente Manuel Buenacasa Tomeo como Secretario General de la CNT. En 1919 fue arrestado durante la huelga de La Canadiense, siendo liberado poco después por petición popular. A finales de ese mismo año fue confirmado en el cargo en el congreso de la CNT que se celebró en el Teatro de la Comedia de Madrid. Allí fue uno de los 24 firmantes del dictamen sobre la definición ideológica del sindicato anarquista, en donde se declaró la defensa del comunismo libertario. En agosto de 1920, junto con Salvador Seguí y Salvador Quemades, viajó a Madrid para rehacer la alianza entre la CNT y la Unión General de Trabajadores de España.

### Secretario de la CNT
Fue secretario del Comité de la CNT hasta el mes de marzo de 1921, cuando fue detenido y encarcelado a la Cárcel Modelo de Barcelona. Allí fue golpeado y torturado con dureza. En la madrugada del día 17 de junio de 1921 (algunas fuentes citan el día 15) fue asesinado mediante la ley de fugas, tras dejarlo en libertad, lo asesinaron por la espalda a la puerta de la prisión, junto con Antoni Feliu, tesorero del sindicato.
Manuel Buenacasa lo describió como un «verdadero científico de la organización», al ser una persona meticulosa y «constante para llevar a término cuanto se proponía». El mismo Buenacasa explica, por contra, que si bien no destacaba como orador, sí lo hizo como escritor a través de su pseudónimo.
| Predecesor: Francisco Miranda | Secretario General de la CNT agosto de 1918 - marzo de 1921 | Sucesor: Andrés Nin |